# Киселёвский район
Киселёвский район — административно-территориальная единица в составе Новосибирской и Кемеровской областей РСФСР, существовавшая в 1940—1957 годах. Центр — город Киселёвск, позднее — посёлок Трудармейский.

## История
Киселёвский район образован в составе Новосибирской области 10 февраля 1940 года. В состав района вошли Верхне-Чумышский, Каргалинский, Михайловский, Оселковский, Сергеевский и Трудармейский с/с, ранее находившиеся в административном подчинении города Киселёвска. К 1942 году был образованы Антоновский, Бурлаковский, Инченковский и Севский с/с.
26 января 1943 года Киселёвский район вошёл в состав Кемеровской области. В 1949 году центр района был перенесён в посёлок Трудармейский.
В 1953 году были упразднены Инченковский, Карагайлинский и Оселковский с/с. 15 ноября 1957 года Киселёвский район был упразднён, а его территория передана в Прокопьевский район.